# Andra Veidemann
Andra Eesmaa, coniugata Veidemann (Tallinn, 18 luglio 1955), è una politica, storica ed etnografa estone.

## Formazione
Si è diplomata al College Inglese di Tallinn nel 1973 e laureata all'Università statale di Tartu in storia nel 1978. Dallo stesso anno, fino al 1990 ha svolto il lavoro di ricercatrice presso il l'Istituto di Storia dell'Università di Tallinn, studiando medicina popolare estone.

## Attività politica
Dal 1990 al 1992 ha ricoperto il ruolo di capo del dipartimento della parola scritta presso il Ministero della Cultura, dopo la partenza di Rein Ristlaane, reso commissario del Consiglio per gli affari religiosi presso il Consiglio dei ministri dell'URSS.
Nel 1992 è stata eletta, facente parte del Partito Liberal Democratico Estone (in seguito Partito Riformatore) alla VII legislatura del Riigikogu, la prima eletta dopo l'approvazione della Costituzione estone del 1992, divenendo membro fino al 1995 della sua Commissione sulla Giustizia. Rieletta all'VIII legislatura tra le file del Partito di Centro Estone, di cui ha ricoperto l'incarico di presidente dal 21 ottobre 1995 al 30 marzo 1996 in seguito allo scandalo del nastro di Edgar Savisaare, è stata fino al 1996 vicepresidente della Commissione per gli Affari Esteri.

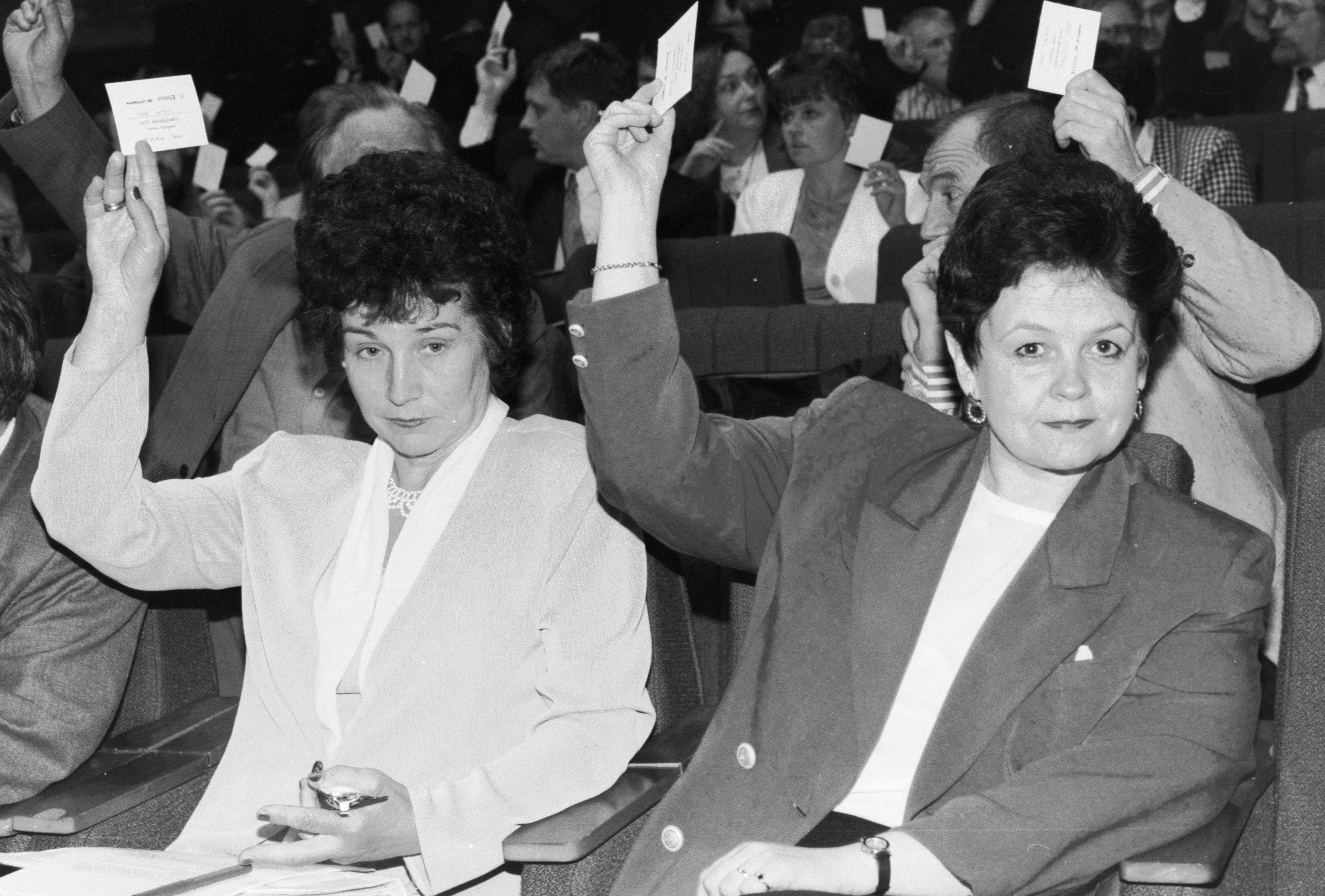
Andra Veidemann e Tiina Mitt al congresso fondativo del Partito estone per lo Sviluppo nel 1996. Foto di Tiit Made.

Dal 1996 al 1997, dopo aver operato una scissione all'interno del Partito di Centro e aver fondato il Partito estone per lo Sviluppo (di cui è stata presidente fino al 1999) divenne ministra senza portafoglio del governo di Tiit Vähi nel ruolo di ministra per l'integrazione europea (nel campo dell'armonizzazione delle leggi estoni con l'acquis comunitario dell'Unione europea). Dal 1997 al 1999 ha ricoperto il ruolo di ministra della popolazione nel governo di Mart Siiman. 
Dal 5 luglio 2000 al 19 agosto 2009 è stata membro dell'Unione popolare estone, in questo periodo ha ricoperto tra 2001 e 2006 il ruolo di consigliera del presidente Arnold Rüütl, ha partecipato al consiglio d'amministrazione della Fondazione per il Patto Sociale promossa dallo stesso Rüütl, è stata tra 2006 e 2008 addetta culturale presso l'Ambasciata della Repubblica di Estonia a Mosca e in Russia, e, dal 2008 al luglio 2009 è stata presidente del consiglio di amministrazione del Centro di sviluppo e formazione di Tallinn.
Dall'agosto 2009 al 5 dicembre 2018 è stata membro del Partito socialdemocratico estone,entrando tra 2011 e 2013 nel consiglio comunale di Tallinn. Nel 2018 è tornata a fare parte del Partito di Centro Estone, fuoriuscendone però nel 2023.

## Attività lavorative
Dal 1999 al 2001 è stata caporedattrice della casa editrice Ilo.

## Vita privata
Suo padre era Enno Eesmaa, stimato e conosciuto cantante, e suo fratello è Enn Eesmaa, conduttore TV e politico. Suo marito è Rein Veidemann, studioso di letteratura, giornalista, scrittore, i due hanno una figlia di nome Anna-Maria Veidemann-Makko.

## Riconoscimenti
- 2006 – Decorazione della stella bianca di IV Classe.